# Jonas Reingold

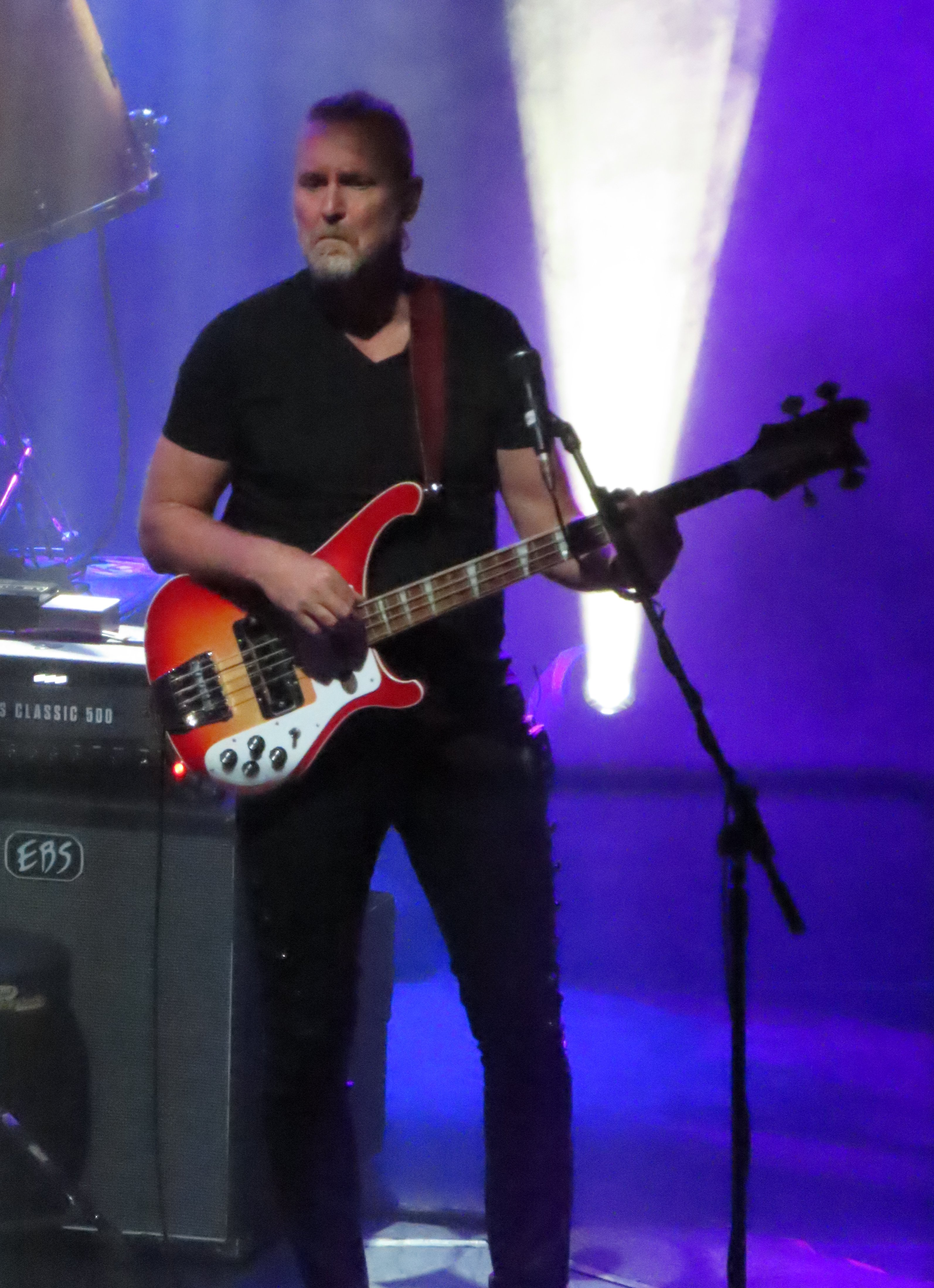
Jonas Reingold

Jonas Reingold (22 april 1969) is een Zweedse basgitarist. Reingold, afkomstig uit Malmö, Zweden. Hij is zeventien als hij moet invallen voor een basgitarist in de plaatselijk bekende muziekgroep Wire. Dat beviel de groep goed en hij werd opgenomen in de band. 
In 1988 verhuisde Reingold naar Malmö  om aan de plaatselijke muziekacademie te studeren en hij rondde die studie af in 1994. Als freelance musicus pakte Reingold elke gelegenheid aan om te spelen en dat resulteerde in 1995 in zijn eerste echte band Sweden Bass Orchestra, een band bestaande uit vijf basgitaristen en een slagwerker. De muziek was een soort bigband-muziek, zelfs Niels-Henning Ørsted Pedersen speelde mee op hun enige album. Daarna scharrelde Reingold in bandjes als Midnight Sun, Reptilian, Reingold, Sand en Gold; geen van alleen, behalve de eerste, verkregen enige faam buiten Zweden. Muzikale voorbeelden zijn Jaco Pastorius, Marcus Miller en Abraham Laboriel.
Zijn carrière begon pas echt toen hij in 1999 toe trad tot de The Flower Kings. Hun bassist Michael Stolt hield ermee op en ze zochten en kregen een vervanger in Reingold. Met hem steeg de bekendheid van Reingold. Reingold wordt gekenmerkt door een grote muzikale productiviteit: vanaf 2000 kwam hij met zijn eigen band Karmakanic en is ook nog betrokken bij Opus Atlantica, Time Requiem, Kaipa en tussendoor een schnabbel bij The Tangent. In 2004 gaf hij les aan de Skövde Universiteit en stelde daar een tweejarig lesprogramma samen.
Hij was in 2008 betrokken bij het album Dante's Inferno, een thema-album; hij speelde daarop samen met de Hongaarse muziekgroep Yesterday.
Sinds 2019 maakt Reingold deel uit van de band rondom Steve Hackett, waarbij hij zowel nieuw materiaal als oud werk van Genesis moet instuderen. Hij kreeg er bewondering voor het spel van Mike Rutherford (origineel bassist van Genesis) voor.
Reingold was getrouwd met Inge Ohlen, die wel meeschreef aan materiaal van Karmakanic. Hun twee kinderen speelden in hun jeugd ook muziekinstrumenten (gegevens 2020). Na een echtscheiding werd zijn levensgezel Christine Lenk uit en in Oostenrijk.
In 2021 bracht hij samen met Andy Tillison en Roberto Tiranti het retro-album Allium: una storia uit.